# Fuerza del Norte
Fuerza del Norte (FDN) fue un partido político chileno de carácter regionalista y con ámbito de acción en el Norte Grande del país. Formó parte de la coalición Nueva Mayoría, la cual gobernó el país como parte del segundo gobierno de Michelle Bachelet (2014-2018).

## Historia
Nació por iniciativa del exalcalde de Iquique, Jorge Soria, y fue creado el 14 de junio de 2011, siendo inscrito oficialmente en el Servicio Electoral el 18 de julio de 2012. Estuvo inscrito en las regiones de Arica y Parinacota, de Tarapacá y de Antofagasta. La mayoría de sus integrantes fueron militantes del desaparecido partido Fuerza País (FP).
El símbolo de Fuerza del Norte estuvo compuesto por un paisaje estilizado dividido en tres colores: azul (que representaba el mar), café claro (que representaba al altiplano y el desierto) y café oscuro verdoso (representando a la cordillera de los Andes). Sus colores principales fueron el rojo y azul, como quedó demostrado en su tipografía.
El principal candidato del partido para las elecciones municipales de 2012 fue el exalcalde iquiqueño Jorge Soria, luego de que éste fuera absuelto de los delitos de fraude al fisco y cohecho. Soria compitió como independiente dentro del pacto "Por el Desarrollo del Norte", obteniendo el triunfo con el 51,56% de los votos válidos.

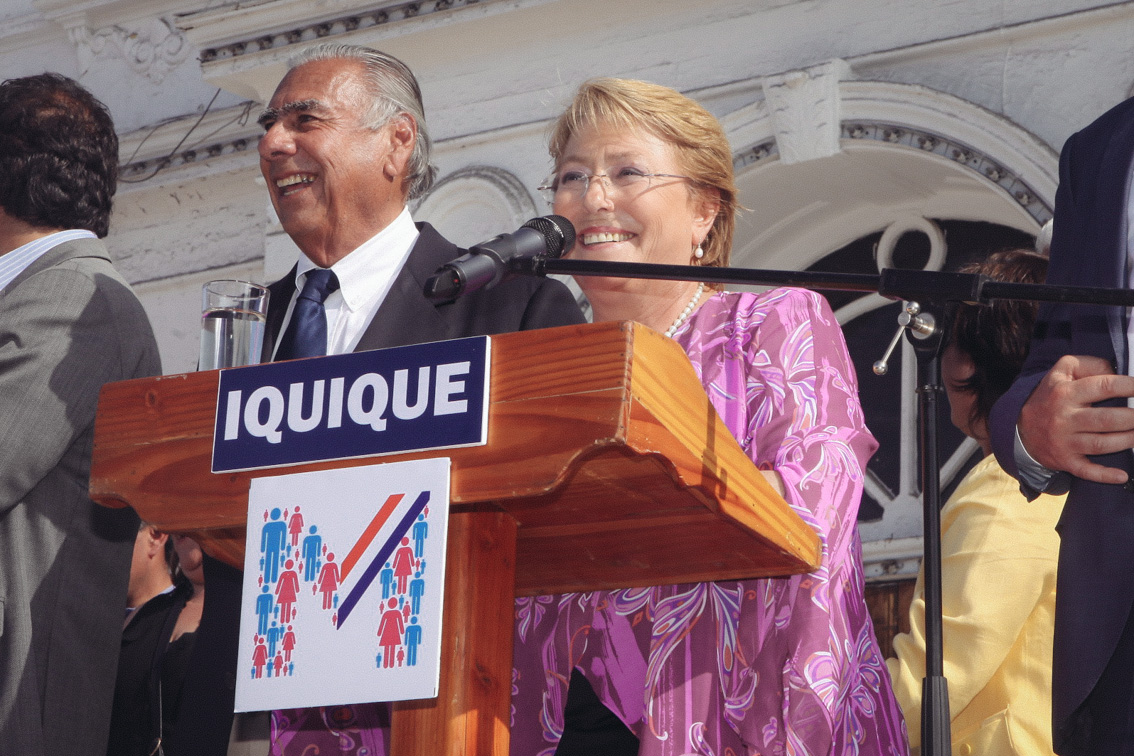
Jorge Soria, líder del partido, dando su apoyo a la candidata presidencial Michelle Bachelet en 2013.

El 21 de junio de 2013 el partido entregó su apoyo a la socialista Michelle Bachelet para la elección presidencial de 2013.
En las elecciones de consejeros regionales de 2013 presentó candidatos en la Región de Tarapacá logrando el 24% de los votos y eligiendo 4 Cores. En tanto se abstuvo de presentar candidatos a diputado por el distrito n° 2 para apoyar a los candidatos de la Nueva Mayoría. Con esta última coalición mantuvo estrechas relaciones, formando un solo bloque en el consejo regional de la región y dando múltiples muestras de unidad entre ambas. Además, Fuerza del Norte trabajó fuertemente para la campaña de Michelle Bachelet en Tarapacá.
En mayo de 2014 se fusionó con el Movimiento Amplio Social tras ser disuelto por el Servicio Electoral, creando el partido MAS Región. En 2016 varios exmilitantes de Fuerza del Norte, incluyendo a Jorge Soria Quiroga, fundaron el partido Por la Integración Regional.

## Resultados electorales
| Año elección (cargo a elegir)        | Partido o lista                     | Votos                  | Porcentaje             | Candidatos             | Electos                |
| 2012 (alcaldes)                      | Fuerza del Norte                    | No presentó candidatos | No presentó candidatos | No presentó candidatos | No presentó candidatos |
| 2012 (alcaldes)                      | Lista "Por el Desarrollo del Norte" | 35 791                 | 0,65%                  | 2                      | 1                      |
| 2012 (concejales)                    | Fuerza del Norte                    | 1141                   | 0,02%                  | 3                      | 0                      |
| 2012 (concejales)                    | Lista "Por el Desarrollo del Norte" | 26 327                 | 0,49%                  | 24                     | 6                      |
| 2013 (consejeros regionales)         | Fuerza del Norte                    | 4217                   | 0,07%                  | 3                      | 0                      |
| 2013 (consejeros regionales)         | Lista "Por el Desarrollo del Norte" | 18 839                 | 0,32%                  | 12                     | 4                      |
| Fuente: Servicio Electoral de Chile. |                                     |                        |                        |                        |                        |